# Angleška romantika (književnost)
Angleška romantika označuje literarno smer, ki je v angleški književnosti  prevladovala od začetka do srede 19. stoletja.
V Angliji se je romantična književnost pojavila skoraj sočasno z nemško. Uvedla jo je šola »lakistov«, to je skupina pesnikov, ki so okoli leta 1797  nekaj časa živeli v okolici jezera Westmoreland. Pripadali so ji W. Wordsworth (1770-1850), S.T. Coleridge (1772-1834) in R. Southey (1774-1843). Njihovo skupno delo je bila zbirka Lirske balade (lyrical Ballads, 1798). V začetku pod vplivom idej francoske revolucije so se pozneje odvrnili od nje in postali konservativci. Bili so v stiku z nastajajočo nemško romantiko.
Okoli leta 1810 jim je sledila nova romantična generacija: pesniki G.N.G. Byron (1788-1824), P.B. Shelley (1792-1822), J. Keats (1795-1821) in pripovednik W. Scott (1771-1832). Čeprav so bili sodobniki, se niso družili v tesnejšo skupino. Ovirala so jih različna družbenopolitična stališča, ki so segala od radikalne demokratičnosti do konservativnosti. Med njimi sta zlasti Byron in Scott odločilno vplivala na razmah romantike v Evropi.